# Dichtheitssatz von Jacobson
Der Dichtheitssatz von Jacobson, benannt nach Nathan Jacobson, ist ein mathematischer Satz aus der Darstellungstheorie mit Anwendungen in der Ringtheorie und Gruppentheorie. Er wurde erstmals 1945 von Jacobson bewiesen und stellt eine enge Beziehung zwischen gewissen Ringen und Matrizenringen über Schiefkörpern her.

## Definitionen
Es sei {\displaystyle R} ein Ring mit Einselement und {\displaystyle M} ein Links-R-Modul. Ein solcher Modul heißt einfach, wenn er keine nicht-trivialen Untermoduln, das heißt neben {\displaystyle \{0\}} und {\displaystyle M} keine weiteren Untermoduln, enthält. Der Modul heißt treu, wenn {\displaystyle rM=\{0\}} nur für {\displaystyle r=0} gilt. 
{\displaystyle \mathrm {End} _{R}(M)} sei der Ring der R-Endomorphismen auf {\displaystyle M}. Dann wird {\displaystyle M} durch die Definition
{\displaystyle \alpha \cdot m:=\alpha (m)}   für   {\displaystyle \alpha \in \mathrm {End} _{R}(M),m\in M}
zu einem {\displaystyle \mathrm {End} _{R}(M)}-Modul und man kann von {\displaystyle \mathrm {End} _{R}(M)}-linearen Abbildungen sprechen.
Die {\displaystyle R}-Linearität von Endomorphismen {\displaystyle \alpha \in \mathrm {End} _{R}(M)} besagt gerade
{\displaystyle \alpha (rm)=r\alpha (m)}   für alle   {\displaystyle r\in R,m\in M,\alpha \in \mathrm {End} _{R}(M)}.
Bezeichnet man mit {\displaystyle \ell _{r}} die Linksmultiplikation mit {\displaystyle r} auf {\displaystyle M}, so kann man obige Gleichung auch so lesen, dass jedes {\displaystyle \ell _{r}} eine {\displaystyle \mathrm {End} _{R}(M)}-lineare Abbildung ist. Beachte, dass die {\displaystyle \ell _{r}} im Allgemeinen nicht {\displaystyle R}-linear sind, wenn {\displaystyle R} nicht kommutativ ist.

## Formulierung des Satzes
Es sei {\displaystyle R} ein Ring mit Einselement, {\displaystyle M} ein einfacher, treuer Links-{\displaystyle R}-Modul und {\displaystyle \varphi } eine {\displaystyle \mathrm {End} _{R}(M)}-lineare Abbildung.
Dann gibt es zu je endlich vielen {\displaystyle m_{1},\ldots ,m_{n}\in M} ein {\displaystyle r\in R} mit {\displaystyle \varphi (m_{i})=rm_{i}} für alle {\displaystyle i=1,\ldots ,n}.
In Worten: Jede {\displaystyle \mathrm {End} _{R}(M)}-lineare Abbildung verhält sich auf einer endlichen Menge wie die Linksmultiplikation mit einem Ringelement.

## Bemerkungen
Wegen der Einfachheit des Links-{\displaystyle R}-Moduls {\displaystyle M} ist {\displaystyle D=\mathrm {End} _{R}(M)} nach dem Lemma von Schur ein Schiefkörper. Für jedes {\displaystyle m\in M} und {\displaystyle \varphi \in \mathrm {End} _{D}(M)} sei
{\displaystyle B(m,\varphi ):=\{\psi \in \mathrm {End} _{D}(M)\mid \varphi (m)=\psi (m)\}}.
Dann bilden die {\displaystyle B(m,\varphi )} die Subbasis einer Topologie auf {\displaystyle \mathrm {End} _{D}(M)}, die man die finite Topologie nennt. 
In der Situation des Satzes ist {\displaystyle \ell _{r}\in \mathrm {End} _{D}(M)} und wegen der Treue kann man {\displaystyle r\in R} mit  {\displaystyle \ell _{r}} identifizieren. In diesem Sinne ist {\displaystyle R\subset \mathrm {End} _{D}(M)} und obiger Satz besagt gerade, dass {\displaystyle R\subset \mathrm {End} _{D}(M)} dicht liegt bezüglich der finiten Topologie. Daher rührt der Name Dichtheitssatz.
Eine weitere Besonderheit liegt vor, wenn {\displaystyle M} ein endlichdimensionaler {\displaystyle D}-Vektorraum ist.  Wählt man in obigem Satz eine Vektorraumbasis {\displaystyle m_{1},\ldots ,m_{n}\in M}, so ist jeder Endomorphismus aus {\displaystyle \mathrm {End} _{D}(M)\cong M_{n}(D)} bereits durch seine Werte auf den {\displaystyle m_{i}} eindeutig bestimmt, und aus dem Dichtheitssatz von Jacobson ergibt sich {\displaystyle R\cong M_{n}(D)}.

## Primitive Ringe
Ein Ring {\displaystyle R} mit Einselement heißt primitiv, wenn er einen treuen, einfachen Modul hat. Der Dichtheitssatz von Jacobson sagt zusammen mit obiger Bemerkung aus, dass es zu einem primitiven Ring {\displaystyle R} einen Schiefkörper {\displaystyle D} und einen {\displaystyle D}-Modul {\displaystyle M} gibt, so dass {\displaystyle R} dicht in {\displaystyle \mathrm {End} _{D}(M)} liegt, denn der nach Definition existierende treue, einfache Modul leistet das Verlangte. 
Diese Eigenschaft charakterisiert primitive Ringe, denn ist umgekehrt {\displaystyle R\subset \mathrm {End} _{D}(M)} dicht für einen Modul {\displaystyle M} über einem Schiefkörper {\displaystyle D}, so ist {\displaystyle M} als {\displaystyle R}-Modul treu, denn {\displaystyle R\subset \mathrm {End} _{D}(M)}, und wegen der Dichtheit auch einfach.
Diese Charakterisierung primitiver Ringe ist letztlich nichts anderes als eine alternative Formulierung des Dichtheitssatzes von Jacobson, man kann letzteren daher auch in dieser Form finden. Jacobson formuliert den Satz in seinem Lehrbuch Basic Algebra zweimal, zunächst wie oben und dann als Charakterisierung primitiver Ringe unter dem Namen Density Theorem for Primitive Rings.

## Gruppendarstellungen
Als weiteres Anwendungsbeispiel zeigen wir einen auf Burnside zurückgehenden Satz.
- Sei {\displaystyle G} eine Gruppe und {\displaystyle \rho :G\rightarrow \mathrm {GL} (\mathbb {C} ^{n})} eine n-dimensionale, irreduzible Darstellung über dem Körper der komplexen Zahlen. Dann gibt es {\displaystyle g_{1},\ldots ,g_{n^{2}}\in G}, so dass {\displaystyle \rho (g_{1}),\ldots ,\rho (g_{n^{2}})} {\displaystyle \mathbb {C} }-linear unabhängig sind.

Wir betrachten die Gruppenalgebra {\displaystyle \mathbb {C} [G]} und die kanonische Erweiterung von {\displaystyle \rho } zu einem {\displaystyle \mathbb {C} }-Algebrenhomomorphismus {\displaystyle {\tilde {\rho }}:\mathbb {C} [G]\rightarrow \mathrm {End} _{\mathbb {C} }(\mathbb {C} ^{n})}. Sei {\displaystyle R={\tilde {\rho }}(\mathbb {C} [G])\subset \mathrm {End} _{\mathbb {C} }(\mathbb {C} ^{n})}. Diese Definitionen machen {\displaystyle \mathbb {C} ^{n}} zu einem treuen {\displaystyle R}-Modul, der wegen der vorausgesetzten Irreduzibilität einfach ist. Es ist {\displaystyle D=\mathrm {End} _{R}(M)=\mathbb {C} } nach dem Lemma von Schur zusammen mit der algebraischen Abgeschlossenheit von {\displaystyle \mathbb {C} }. Aus dem Dichheitssatz von Jacobson und nachfolgender Bemerkung folgt nun {\displaystyle R=\mathrm {End} _{\mathbb {C} }(\mathbb {C} ^{n})}, das heißt, der {\displaystyle n^{2}}-dimensionale {\displaystyle \mathbb {C} }-Vektorraum {\displaystyle \mathrm {End} _{\mathbb {C} }(\mathbb {C} ^{n})} wird als {\displaystyle \mathbb {C} }-Vektorraum von den {\displaystyle \rho (g),g\in G} erzeugt. Aus dem Basisauswahlsatz folgt nun die Behauptung.
Diese Aussage kann für Zählargumente verwendet werden. Im unten angegebenen Lehrbuch von Derek J. S. Robinson wird ausgeführt, wie sich daraus ein Satz von Schur ergibt, wonach jede Torsionsgruppe in {\displaystyle \mathrm {GL} (n,\mathbb {Q} )} endlich ist.